# Raspenava
Raspenava (niem. Raspenau) − miasto w Czechach, w kraju libereckim.
Według danych z 31 grudnia 2003 powierzchnia miasta wynosiła 4 122 ha, a liczba jego mieszkańców 2 826 osób.
W mieście jest stacja kolejowa Raspenava.

## Demografia
| Rok             | 1970  | 1980  | 1991  | 2001  | 2003  |
| --------------- | ----- | ----- | ----- | ----- | ----- |
| Liczba ludności | 3 106 | 2 963 | 2 708 | 2 847 | 2 826 |

Źródło: Czeski Urząd Statystyczny

## Miasta partnerskie
- Gryfów Śląski, (Polska)
- Bischofswerda, (Niemcy)